# Alexandru Fărcaș
Alexandru Fărcaș (n. 30 iunie 1959) este un om politic român. A fost Ministrul integrării europene (27 noiembrie 2003 - 28 decembrie 2004) în Guvernul Adrian Năstase. 